# Injections de Sobolev
 (juillet 2025).
Si vous disposez d'ouvrages ou d'articles de référence ou si vous connaissez des sites web de qualité traitant du thème abordé ici, merci de compléter l'article en donnant les références utiles à sa vérifiabilité et en les liant à la section « Notes et références ».
En mathématiques, les inégalités de Sobolev sont des résultats mettant en relation des normes dont celles des espaces de Sobolev. Ces inégalités sont utilisées pour démontrer le théorème de plongement de Sobolev (injection), qui permet d'énoncer des inclusions entre certains espaces de Sobolev,, mais aussi le théorème de Rellich – Kondrachov qui montre que dans des conditions légèrement plus fortes, certains espaces de Sobolev peuvent s'injecter de manière compacte dans d'autres espaces. Elles portent le nom du mathématicien soviétique Sergueï Lvovitch Sobolev.

## Théorème de plongement de Sobolev

Représentation graphique des conditions de plongement. L'espace, représenté par un rond bleu au point, s'injecte dans les espaces indiqués par des points rouges, le tout reposant sur une droite de pente. Le cercle blanc en indique l'impossibilité de plongements optimaux dans.

Soit W k,p(Rn), l'espace de Sobolev constitué des fonctions à valeurs réelles sur Rn dont les k premières dérivées faibles sont dans Lp. Ici k est un entier positif et 1 ≤ p < ∞ . La première partie du théorème de plongement de Sobolev stipule que si k > ℓ, p < n et 1 ≤ p < q < ∞ sont deux nombres réels tels que
{\displaystyle {\frac {1}{p}}-{\frac {k}{n}}={\frac {1}{q}}-{\frac {\ell }{n}},}
alors
{\displaystyle W^{k,p}(\mathbf {R} ^{n})\subseteq W^{\ell ,q}(\mathbf {R} ^{n})}
et ce plongement est continu. Dans le cas particulier où k = 1 et ℓ = 0, on a :
{\displaystyle W^{1,p}(\mathbf {R} ^{n})\subseteq L^{p^{*}}(\mathbf {R} ^{n})}
où p∗ est l'exposant conjugué au sens de Sobolev de p, donné par
{\displaystyle {\frac {1}{p^{*}}}={\frac {1}{p}}-{\frac {1}{n}}.}
Ce cas particulier d'injection de Sobolev est une conséquence directe de l'inégalité de Gagliardo–Nirenberg–Sobolev. Le résultat doit être interprété comme le fait que si une fonction {\displaystyle f} dans {\displaystyle L^{p}(\mathbb {R} ^{n})} a une dérivée dans {\displaystyle L^{p}}, alors {\displaystyle f} lui-même a un comportement local plus régulier, autrement dit, il appartient à l'espace {\displaystyle L^{p^{*}}} où {\displaystyle p^{*}>p} . (Noter que {\displaystyle 1/p^{*}<1/p}, de sorte que {\displaystyle p^{*}>p} . ) Ainsi, toute singularité locale dans {\displaystyle f} sera plus régulière que celles des fonctions de {\displaystyle L^{p}} en général.

Si la ligne de l'image ci-dessus coupe l'axe des ordonnées à s = r + α, le plongement dans un espace de Hölder (rouge) est valable. Les cercles blancs indiquent les points d'intersection auxquels les plongements optimaux ne sont plus valides.

La deuxième partie du théorème de plongement de Sobolev s'applique aux plongements dans les espaces de Hölder C r,α(Rn) . Si n < pk et
{\displaystyle {\frac {1}{p}}-{\frac {k}{n}}=-{\frac {r+\alpha }{n}},}
ou si, de manière équivalente,
{\displaystyle r+\alpha =k-{\frac {n}{p}}}
avec α∈ ]0,1[ , alors on a le plongement
{\displaystyle W^{k,p}(\mathbf {R} ^{n})\subset C^{r,\alpha }(\mathbf {R} ^{n}).}
Cette version du plongement de Sobolev est une conséquence directe de l'inégalité de Morrey. Intuitivement, cette inclusion exprime le fait que si la fonction admet un nombre suffisant de dérivées faibles elle en tire une certaine continuité des dérivées classiques. Si {\displaystyle \alpha =1} alors {\displaystyle W^{k,p}(\mathbf {R} ^{n})\subset C^{r,\gamma }(\mathbf {R} ^{n})} pour chaque {\displaystyle \gamma \in ]0,1[} .
En particulier, tant que {\displaystyle pk>n}, le critère d'injection sera vérifié avec {\displaystyle r=0} et une valeur positive de {\displaystyle \alpha } . C'est-à-dire que pour une fonction {\displaystyle f} sur {\displaystyle \mathbb {R} ^{n}}, si {\displaystyle f} a {\displaystyle k} dérivés dans {\displaystyle L^{p}} et {\displaystyle pk>n}, alors {\displaystyle f} sera continue (et même  continue au sens, Hölder avec un exposant positif {\displaystyle \alpha } ).

### Généralisations
L'inégalité de Sobolev reste vraie dans des espaces de Sobolev {\displaystyle W^{k,p}(M)} pour d'autres domaines {\displaystyle M} qui ont des bonnes propriétés. En particulier, (Aubin 1982, Chapter 2; Aubin 1976), les deux parties du théorème de plongement de Sobolev s'appliquent si
- {\displaystyle M} est un ouvert borné de {\displaystyle \mathbf {R} ^{n}} avec un bord Lipschitz (ce qui signifie que le bord est localement paramétré par une fonction lipschitzienne)
- {\displaystyle M} est une variété riemannienne compacte
- {\displaystyle M} est une variété riemannienne compacte à bord et le bord est Lipschitz
- {\displaystyle M} est une variété riemannienne complète dont le rayon d'injectivité est strictement positif et dont la courbure sectionnelle est bornée

Si {\displaystyle M} est un ouvert borné de {\displaystyle \mathbf {R} ^{n}} à bord continu, alors {\displaystyle W^{1,2}(M)} se plonge de façon compacte dans {\displaystyle L^{2}(M)} (Nečas 2012, Section 1.1.5, Theorem 1.4).